# 金子宏
金子 宏（かねこ ひろし、1930年11月13日 - 2022年8月23日）は、日本の法学者。専門は租税法。学位は、法学士（東京大学）。東京大学名誉教授。長島・大野・常松法律事務所顧問。位階は従三位。文化功労者。文化勲章受章。

## 人物
長野県小県郡殿城村（現：上田市）出身。長野県上田高等学校を経て、1953年東京大学法学部卒業。指導教官は杉村章三郎。行政法の一分野でしかなかった租税法を、独立した学問分野として確立させた租税法学界の泰斗であり、著書の『租税法』（弘文堂）は一つのスタンダードとなっている。2005年4月瑞宝重光章受章。2012年度文化功労者。2018年度文化勲章受章。

## 経歴
- 1953年 - 東京大学法学部助手（学士助手）
- 1956年 - 東京大学法学部助教授
- 1966年 - 東京大学法学部教授
- 1991年 - 東京大学名誉教授
- 1991年 - 横浜国立大学大学院国際経済法学研究科教授
- 1996年 - 学習院大学法学部教授
- 2001年 - 東亜大学非常勤講師
- 2001年 - 税務大学校非常勤顧問
- 2002年 - 東亜大学教授
- 2022年8月23日 - 死去[3]。91歳没。死没日付をもって従三位に叙された[4]。

## 著書

### 単著
- 『租税法』弘文堂〈法律学講座双書〉、1976年5月。
  - 『租税法』（第24版）弘文堂〈法律学講座双書〉、2021年11月。ISBN 978-4335315558。
- 『所得概念の研究』有斐閣〈所得課税の基礎理論 上巻〉、1995年11月。ISBN 978-4641128132。
- 『課税単位及び譲渡所得の研究』有斐閣〈所得課税の基礎理論 中巻〉、1996年3月。ISBN 978-4641128200。
- 『所得課税の法と政策』有斐閣〈所得課税の基礎理論 下巻〉、1996年1月。ISBN 978-4641128163。
  - 『所得概念の研究』（オンデマンド）有斐閣〈所得課税の基礎理論 上巻〉、1995年11月。ISBN 4641915350。
  - 『課税単位及び譲渡所得の研究』（オンデマンド）有斐閣〈所得課税の基礎理論 中巻〉、1996年3月。ISBN 4641915369。
  - 『所得課税の法と政策』（オンデマンド）有斐閣〈所得課税の基礎理論 下巻〉、1996年1月。ISBN 4641915377。
- 『所得税・法人税の理論と課題』日本租税研究協会、2010年4月。ISBN 978-4930964281。
- 『租税法理論の形成と解明』 上巻、有斐閣、2010年11月。ISBN 978-4641130821。
- 『租税法理論の形成と解明』 下巻、有斐閣、2010年11月。ISBN 978-4641130838。

### 編書
- 『税法用語事典』税務経理協会、1991年3月。
  - 『税法用語事典』（七訂版）税務経理協会、2006年11月。ISBN 978-4419048167。
- 『所得課税の研究』有斐閣、1991年6月。ISBN 978-4641031456。
- 『所得税の理論と課題』税務経理協会〈21世紀を支える税制の論理 第2巻〉、1996年3月。
  - 『所得税の理論と課題』（二訂版）税務経理協会〈21世紀を支える税制の論理 第2巻〉、2001年4月。ISBN 978-4419037642。
- 『国際課税の理論と実務 移転価格と金融取引』有斐閣、1997年4月。ISBN 978-4641128293。
- 『租税法辞典』中央経済社、2001年3月。ISBN 978-4502774560。
- 『租税法の基本問題』有斐閣、2007年11月。ISBN 978-4641130296。
- 『租税法の発展』有斐閣、2010年11月。ISBN 978-4641130777。

### 共編著
- 雄川一郎、金子宏 編『租税判例百選』有斐閣〈別冊ジュリスト判例百選 17〉、1968年2月。ISBN 4641014175。
  - 金子宏 編『租税判例百選』（第2版）有斐閣〈別冊ジュリスト判例百選 79〉、1983年3月。ISBN 4641014795。
  - 金子, 宏、水野, 忠恒、中里, 実 編『租税判例百選』（第3版）有斐閣〈別冊ジュリスト判例百選 120〉、1992年12月。ISBN 464111420X。
- 藤木, 英雄、金子, 宏、新堂, 幸司編集代表 編『法律学小辞典』有斐閣、1972年1月。
  - 金子, 宏、新堂, 幸司、平井, 宜編集代表 編『法律学小辞典』（第4版補訂版）有斐閣、2008年10月。ISBN 978-4641000278。
- 金子宏、清永敬次、宮谷俊胤、畠山武道『税法入門』有斐閣〈有斐閣新書〉、1979年10月。
  - 金子宏、清永敬次、宮谷俊胤、畠山武道『税法入門』（第7版）有斐閣〈有斐閣新書〉、2016年5月。ISBN 978-4641091597。
- 金子宏編集代表 編『税務百科大辞典 第1 あ～く』ぎょうせい、1982年8月。
- 金子宏編集代表 編『税務百科大辞典 第2 け～しゅ』ぎょうせい、1980年8月。
- 金子宏編集代表 編『税務百科大辞典 第3 しょ～て』ぎょうせい、1980年8月。
- 金子宏編集代表 編『税務百科大辞典 第4 と～わ』ぎょうせい、1980年8月。
- 金子宏編集代表 編『税務百科大辞典 第5 追補・付録・総索引』ぎょうせい、1981年8月。
- 金子宏、永尾正章 編『グローバル戦略と国際税制 国際課税京都フォーラム第1回シンポジウムより』清文社、2000年1月。ISBN 978-4433122393。
- 金子宏、中村雅秀 編『テクノロジー革新と国際税制 国際課税京都フォーラム第2回シンポジウムより』清文社、2001年1月。ISBN 978-4433222406。
- 金子宏、中村雅秀 編『電子取引と国際税制 国際課税京都フォーラム第3回シンポジウムより』清文社、2002年3月。ISBN 978-4433224615。
- 金子, 宏、佐藤, 英明、増井, 良 ほか 編『ケースブック租税法』弘文堂〈弘文堂ケースブックシリーズ〉、2004年8月。
  - 金子宏、佐藤英明、増井良啓、渋谷雅弘編著 編『ケースブック租税法』（第5版）弘文堂〈弘文堂ケースブックシリーズ〉、2017年10月。ISBN 978-4335305177。
- 金子, 宏、中里, 実、J・マーク・ラムザイヤー 編『租税法と市場』有斐閣、2014年7月。ISBN 978-4641131668。
- 『理論・歴史』金子宏監修、日本評論社〈現代租税法講座 第1巻〉、2017年6月。ISBN 978-4535065079。
- 『家族・社会』金子宏監修、日本評論社〈現代租税法講座 第2巻〉、2017年6月。ISBN 978-4535065086。
- 『企業・市場』金子宏監修、日本評論社〈現代租税法講座 第3巻〉、2017年6月。ISBN 978-4535065093。
- 『国際課税』金子宏監修、日本評論社〈現代租税法講座 第4巻〉、2017年8月。ISBN 978-4535065109。
- 金子宏、中里実 編『租税法と民法』有斐閣、2018年11月。ISBN 978-4641227545。

### その他
- 碓井, 光明、小早川, 光郎、水野, 忠恒 ほか 編『公法学の法と政策』 上巻、有斐閣〈金子宏先生古稀祝賀論文集〉、2000年9月。ISBN 978-4641128835。
- 碓井光明、小早川光郎、水野忠恒、中里実 編『公法学の法と政策』 下巻、有斐閣〈金子宏先生古稀祝賀論文集〉、2000年9月。ISBN 978-4641128842。